# Xavier Pompidou
Xavier Pompidou (ur. 27 lipca 1972 roku w Meulan-en-Yvelines) – francuski kierowca wyścigowy.

## Kariera
Pompidou rozpoczął karierę w międzynarodowych wyścigach samochodowych w 1992 roku od startów we Francuskiej Formule Renault, gdzie trzykrotnie stawał na podium. Z dorobkiem 58 punktów uplasował się na szóstej pozycji w klasyfikacji generalnej. W późniejszych latach Francuz pojawiał się także w stawce Europejskiego Pucharu Formuły Renault, Francuskiej Formuły 3, French GT Championship, International Sports Racing Series, 24-godzinnego wyścigu Le Mans, FIA GT Championship, American Le Mans Series, Belgian Procar, 1000 km Suzuka, European Le Mans Series, FIA Sportscar Championship, Porsche Supercup, Le Mans Endurance Series, Peugeot RC Cup, Le Mans Series, Spanish GT Championship, International GT Open, V de V Challenge Endurance Moderne, 24H Series, V de V Challenge Endurance oraz Blancpain Endurance Series.